# Nyctemera subhyalina
Nyctemera subhyalina är en fjärilsart som beskrevs av Embrik Strand 1909. Nyctemera subhyalina ingår i släktet Nyctemera och familjen björnspinnare. Inga underarter finns listade i Catalogue of Life.